# Nargis (Loiret)
Nargis ist eine französische Gemeinde mit 1.441 Einwohnern (Stand: 1. Januar 2022) im Département Loiret in der Region Centre-Val de Loire. Fontenay-sur-Loing gehört zum Arrondissement Montargis und zum Kanton Courtenay. 

## Geographie
Nargis liegt etwa 45 Kilometer ostnordöstlich von Orléans in der Landschaft Gâtinais am Loing, der auch die östliche Gemeindegrenze bildet und in den hier der Cléry mündet. Am östlichen Gemeinderand verläuft der Canal du Loing. Umgeben wird Nargis von den Nachbargemeinden Château-Landon im Norden, Dordives im Nordosten, Fontenay-sur-Loing im Osten und Südosten, Girolles im Süden sowie Préfontaines im Westen.
Am Nordrand der Gemeinde führt die Autoroute A77 entlang.

## Bevölkerungsentwicklung
| Jahr                       | 1962 | 1968 | 1975 | 1982 | 1990 | 1999 | 2006 | 2018 |
| Einwohner                  | 608  | 649  | 723  | 756  | 931  | 1111 | 1251 | 1490 |
| Quellen: Cassini und INSEE |      |      |      |      |      |      |      |      |

## Sehenswürdigkeiten
- Kirche Saint-Germain aus dem 15. Jahrhundert